# Février 1861

## Événements
- 2 février :
  - Le missionnaire français Théophane Vénard, 32 ans, meurt martyr au Tonkin.
  - Première publication des débats de l'Assemblée dans le Journal officiel de la République française.

- 4 février : formation des États confédérés d'Amérique.

- 13 février : fin du siège de Gaète.

- 26 février : patente de février. Retour au centralisme en Autriche. Mise en place du parlement de Vienne. Le Reichsrat, réorganisé, devient une institution à double niveau, avec une représentation étroite (pays autrichiens) et une représentation élargie (avec la Hongrie).
  - Statut d’autonomie de la Pologne autrichienne (Cracovie, Galicie et Lodomérie). Le climat libéral qui y règne en fait le refuge des Polonais qui luttent pour la renaissance de leur pays.

- 27 février :
  - L'armée russe ouvre le feu sur une manifestation hostile à Varsovie, en Pologne, provoquant un massacre.
  - Toutes les préfectures de France sont reliées à Paris par le télégraphe électrique, utilisable par le public.

## Naissances
- 6 février : Ferdinand Ier de Bulgarie († 14 août 1948).
- 14 février : Myrton Michalski, peintre polonais († 7 novembre 1909).
- 15 février : Alfred North Whitehead, philosophe, logicien et mathématicien britannique († 30 décembre 1947)
- 15 février : Charles Edouard Guillaume, Prix Nobel de physique (1920) († 13 juin 1938).
- 21 février : Pierre de Bréville, compositeur français († 24 septembre 1949).
- 22 février : Maxime Gaillard, glacier et restaurateur français († 26 janvier 1895).
- 25 février : Rudolf Steiner, fondateur de l'anthroposophie autrichien († 30 mars 1925).

## Décès
- 1er février : Joseph Ridgway, homme politique américain (° 6 mai 1783)
- 2 février : Théophane Vénard (32 ans), missionnaire français et martyr, au Tonkin.
- 3 février : Pierre Joseph François Bosquet (51 ans), maréchal de France, à Pau.
- 9 février : Francis Danby, peintre irlandais (° 16 novembre 1793).
- 13 février : Denis-Benjamin Viger, premier ministre du Canada-Uni.
- 21 février : Carl Wilhelm von Heideck, militaire, philhellène et peintre bavarois (° 6 décembre 1788).